# AB Hercules
AB Herkules var ett tegelbruk grundat år 1899 med ett aktiekapital av 140 000:-. I styrelsen ingick grosshandlare Mårten Pehrson, målarmästaren Ernst Möller, handlanden Per Jönsson Borg, fabrikören (Hvilans gjuteri) Per Karlsson. Företaget köpte in fastigheterna Viby 3, Viby 6 och Rinkaby 24 och anlade där ett tegelbruk. Bruket fick redan från starten en ringugn. Bolagets namn var "Ler- och tegelindustriaktiebolaget Herkules i Kristianstad". Bruket låg utmed Kristianstad–Åhus Järnväg, 8 km från Kristianstad, vid gränsen mellan Rinkaby och Gustav Adolfs socknar. Bruket hade en egen lastplats vid järnvägen. 1945–1946 genomgick bruket en stor ombyggnad vilket fördubblade produktionskapaciteten.
År 1900 tillverkades 3 miljoner murtegel. År 1938 hade tegelbruket en ringugn och en flamugn. År 1947 tillverkades 4 miljoner mursten, 1,5 miljoner takpannor samt 2 miljoner dräneringsrör och blomkrukor. Produktionen upphörde år 1968. 
I början av 1900-talet tillverkades platta taktegel, benämnda spåntegel.